# Reino Unido en los Juegos Olímpicos de Montreal 1976
El Reino Unido estuvo representado en los Juegos Olímpicos de Montreal 1976 por un total de 242 deportistas que compitieron en 17 deportes.  
El portador de la bandera en la ceremonia de apertura fue el regatista Rodney Pattisson.

## Medallistas
El equipo olímpico británico obtuvo las siguientes medallas:
| Nombre | Deporte           | Competición              |
| --- | ----------------- | ------------------------ |
| Oro |                   |                          |
| David Wilkie | Natación          | 200 m braza M            |
| Jim Fox Danny Nightingale Adrian Parker | Pentatlón moderno | Equipos M                |
| Reginald White John Osborn | Vela              | Tornado M                |
| Plata |                   |                          |
| Keith Remfry | Judo              | Categoría abierta M      |
| David Wilkie | Natación          | 100 m braza M            |
| Christopher Baillieu Michael Hart | Remo              | Doble scull (M2x) M      |
| Richard Lester John Yallop Timothy Crooks Hugh Matheson David Maxwell James Clark Frederick Smallbone Leonard Robertson Patrick Sweeney (t) | Remo              | Ocho con timonel (M8+) M |
| Julian Brooke-Houghton Rodney Pattisson | Vela              | Flying Dutchman M        |
| Bronce |                   |                          |
| Brendan Foster | Atletismo         | 10 000 m M               |
| Patrick Cowdell | Boxeo             | Gallo (54 kg) M          |
| David Starbrook | Judo              | –93 kg M                 |
| Ian Banbury Michael Bennett Robin Croker Ian Hallam                                                                                         | Ciclismo en pista | Persecución por eqs. M   |
| Alan McClatchey David Dunne Gordon Downie Brian Brinkley                                                                                    | Natación          | 4 × 200 m libre M        |